# Zonă mortală
Zonă mortală (în engleză Outside the Wire) este un film SF de război regizat de Mikael Håfström după un scenariu de Rob Yescombe și Rowan Athale. În rolurile principale au interpretat actorii Anthony Mackie și Damson Idris. În alte roluri au jucat  Emily Beecham, Michael Kelly și Pilou Asbæk.
A fost produs de studiourile Automatik Entertainment, 42 Films și Inspire Entertainment și a avut premiera la 15 ianuarie 2021, fiind distribuit de Netflix. Coloana sonoră a fost compusă de Lorne Balfe. 

## Rezumat
În viitorul apropiat, în 2036, după o greșeală, un pilot de drone este trimis într-o zonă paramilitară mortală și trebuie să lucreze cu un ofițer android, Leo, pentru a găsi armele nucleare rusești din „Perimetru”. Acțiunile au loc pe teritoriul Ucrainei, care a încetat să mai existe ca stat. Trupele americane apără mișcarea anti-rusă Yednist împotriva separatiștilor pro-ruși („Roșii”) care s-au retras de sub controlul Kremlinului, al cărui lider Viktor Koval încearcă să pună mâna pe „Perimetru”. 

## Distribuție
Au interpretat actorii:
- Anthony Mackie - cpt. Leo, android militar american
- Damson Idris - Lt. Thomas Harp, un pilot de drone[4]
- Emily Beecham - Sofiya
- Michael Kelly - Col. Eckhart[5]
- Pilou Asbæk - Victor Koval
- Kristina Tonteri-Young - Corp. Mandy Bale

## Producție și primire

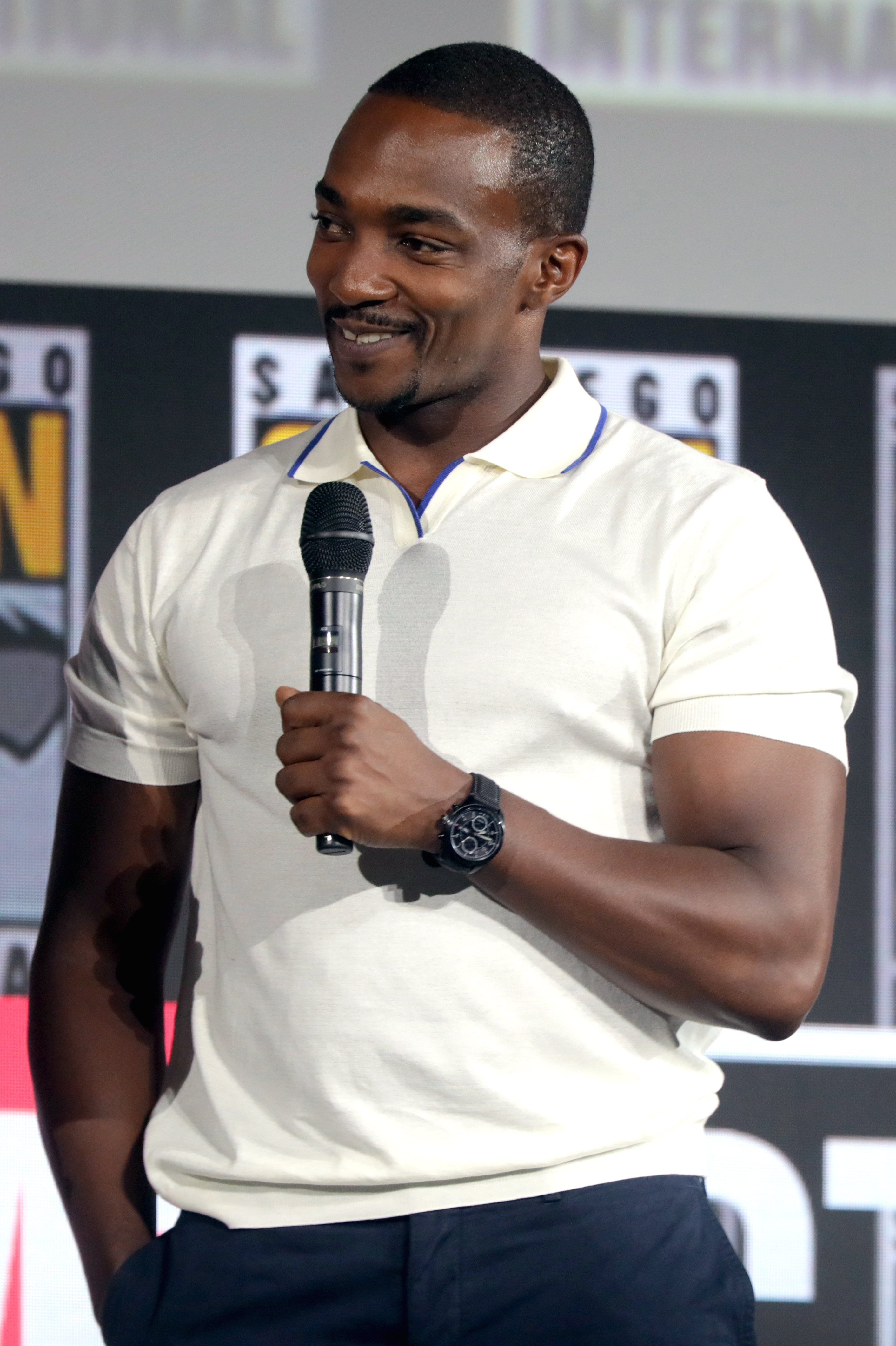
Actor Zonă mortală

Filmările au început lângă Budapesta în august 2019, cu o durată de opt săptămâni.
Pe agregatorul de recenzii Rotten Tomatoes, filmul are un rating de aprobare de 36% pe baza a 80 de recenzii, cu un rating mediu de 4,8 / 10.